# The Scarecrow (pel·lícula de 1920)

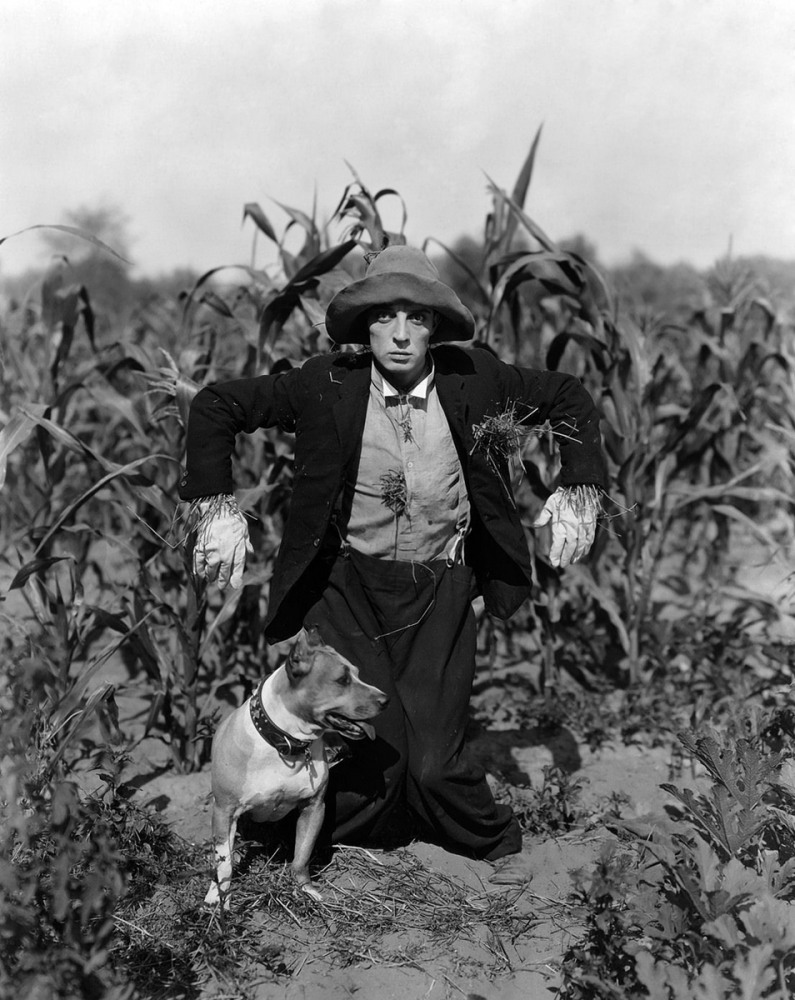
Buster Keaton a la pel·lícula

The Scarecrow és una pel·lícula de comèdia muda estatunidenca de dos rodets del 1920 protagonitzada per Buster Keaton. Fou escrita i dirigida per Keaton i Edward F. Cline.

## Argument
Buster interpreta un granger que competeix amb el seu company de casa (Roberts) per guanyar-se l'amor de la filla del granger (Sybil Seely). Fugint d'un gos que creu que és rabiós, corre per les parets de maó, salta per les finestres i cau en una trilladora de fenc que li arrenca la major part de la roba. Es veu obligat a agafar prestada la roba d'un espantaocells en un camp proper. Aleshores es posa de genolls mentre es lliga les sabates i Sybil creu que li proposa matrimoni. S'allunyen a velocitat en una motocicleta, amb Joe i el granger (interpretat pel pare de Buster, Joe) perseguint-los. Recollint un ministre durant la persecució, es casen a la moto a gran velocitat i s'esquitxen a un rierol, on es declaren marit i muller.
- Buster Keaton com a granger
- Edward F. Cline com a conductor de camions atropellat (sense acreditar)
- Luke the Dog com a el gos "rabiós" (sense acreditar)
- Joe Keaton com a granger (sense acreditar)
- Joe Roberts com granger # 2 (sense acreditar)
- Sybil Seely com a filla del granger (sense acreditar)
- Al St. John com home en motocicleta (sense acreditar)